# Колин Макрей
Колин Макрей (на английски: Colin Steele McRae) (роден 5 август 1968 – 15 септември 2007) е шотландски рали пилот роден в Ланарк.
Син на петкратния британски рали шампион Джими МакРей и брат на рали пилота Алистър Макрей, Колин Макрей е шампион на Великобритания през 1991 и 1992, а през 1995 става първият британски и най-младият Световен Рали шампион.
Той става член на Ордена на Британската империя за заслуги в моторния спорт през 1996. Макрей умира в катастрофа с личния си хеликоптер през септември 2007 г., като в инцидента загиват и 5-годишния му син и двама семейни приятели.
През ноември 2008 встъпва в длъжност (посмъртно) в Шотландската спортна зала на славата.